# Le Jour de la grenouille
Pour plus de détails, voir Fiche technique et Distribution.
Le Jour de la grenouille est un film français réalisé par Béatrice Pollet sorti le 12 septembre 2012.

## Synopsis
Trois archéologues viennent d'arriver aux urgences d'un hôpital de l'Yonne après un effondrement dans une galerie souterraine sur le site où ils travaillaient. Peter et Sarah s'en sortent plutôt bien mais pour Anna, c'est autre chose, coma et pronostic vital engagé... se réveillera-t-elle ?
Anna Brahé est une jeune archéologue persuadée qu'elle va trouver des sépultures sur son site de fouille. Son chef qui n'y croit pas vraiment, la contraint de collaborer avec Peter Morel, un archéologue reconnu afin qu'il évalue les découvertes de sa jeune collègue... Très tendues d'abord, leurs relations se font plus ambiguës : la tendresse s'y fait une place fragile. Fragilisée par la mort récente de sa mère, Anna a peur d'être à nouveau abandonnée... Alors que tout les sépare, l'accident va les réunir car jour après jour, Peter se met à veiller sur elle sans savoir si un jour elle rouvrira les yeux.

## Fiche technique
- Titre : Le Jour de la grenouille
- Réalisation : Béatrice Pollet
- Scénario : Béatrice Pollet
- 1er assistant réalisateur : Justinien Schricke
- Monteuse son : Sarah Lelu
- Musique : Jérôme Brajman, Max Lavegie et Rover (Timothée Régnier)
- Directeur de la photographie : Dominique Bouilleret
- Chef décorateur : Dominique Treibert
- Ingénieur du son : Pierre Tucat
- Chef monteuse : Matilde Grosjean
- Chef costumier : Hélène Vaduva
- Chef maquilleur : Agnès Morlhigen
- Directrice du casting : Marie de Laubier
- Genre : drame
- Durée : 1h28
- Date de sortie :
  - France : 12 septembre 2012

## Distribution
- Joséphine de Meaux : Anna Brahé
- Patrick Catalifo : Peter Morel
- Dominique Reymond : Magg
- Fanny Cottençon : Catherine Brahé
- Carmen Maria Vega : Sarah
- Timothée Régnier : Donald
- Olivier Antoine : Kevin
- Igor Skreblin : Yann
- Vincent Ozanon : Tom
- Jim-Adhi Limas : Tchan
- Fanny Touron : Nathalie Morel
- Philippe Morier-Genoud : Professeur Causanel
- Guilaine Londez : Une infirmière
- Emmanuelle Vein : Une infirmière
- Jérôme Brajman : Musicien tzigane
- Loran Bozic : Musicien tzigane
- Gwen Olivier : Musicien tzigane
- Arben Bajraktaraj : l'homme d'un soir

## Distinctions
- 2011 : Prix du public au Festival international du film de La Roche-sur-Yon[1]
- 2012 : Nomination au Prix premiers rendez-vous au Festival du film de Cabourg[1]